# Florian Imer
Pour les articles homonymes, voir Imer (homonymie).
Florian Imer (8 novembre 1898 à La Neuveville ; † 22 janvier 1981 à Berne) est un avocat et historien local suisse.

## Biographie
Florian Imer naît à La Neuveville, dans le canton de Berne. Il fait des études de droit à l'université de Berne. En 1923, il est admis au barreau et en 1933, il obtient un doctorat.
En tant que membre du parti des paysans, artisans et indépendants (BGB), il est préfet et président du tribunal du district de La Neuveville de 1926 à 1933. De 1933 à 1968, il est juge au tribunal supérieur du canton de Berne, fonction qu'il occupe à nouveau de 1950 à 1954.
En 1965, il est élu président de l'Association des avocats de Berne.
Florian Imer est intéressé par l'histoire locale et publie une histoire de La Neuveville, et des essais sur les familles Imer et Gélieu.

## Publications
- La Neuveville, histoire de ma cité, Société jurassienne d'émulation, 105 p. 1969, [lire en ligne]
- Rose de Gélieu et les siens, Société jurassienne d'émulation, 1974